# Igreja da Anunciação (Santander)
A Igreja da Anunciação (em castelhano: Iglesia de la Anunciación), também conhecida como Igreja da Companhia (por originalmente ter sido uma igreja da Companhia de Jesus; em castelhano: Iglesia de la Compañía) é um templo católico da cidade de Santander, a capital da comunidade autónoma da Cantábria, no norte de Espanha. Foi construída no século XVII, é dedicado a Nossa Senhora da Anunciação e é considerada o melhor exemplo da arquitetura renascentista da Cantábria, um estilo com pouca implantação na região. Foi declarada Bem de Interesse Cultural em 1992.

## História
A igreja foi fundada por Magdalena de Ulloa, esposa de Luís de Quijada, mordomo Carlos V, e tutora de João de Áustria. Tal como fez noutras cidades, como Villagarcía de Campos, Magdalena de Ulloa fundou em Santander um colégio jesuíta, do qual apenas se conserva a sua igreja.
As obras de construção da igreja começaram em 1607 e estiveram paradas entre 1617 e 1619. O edifício tem semelhanças com a igreja de Villagarcía de Campos, desenhada por Rodrigo Gil de Hontañón (1500–1577), mas a autoria da igreja de Santander é atribuída ao mestre canteiro trasmerano, a região a sudeste e leste de Santander)}} Juan de Nates [es], embora as obras tenham sido concluídas por Juan de Mazarredondo e Juan de Rivas.
A igreja foi parcialmente afetada pelo incêndio de 1941 [es] que destruiu grande parte de Santander.

## Arquitetura
A igreja é um edifício renascentista que segue os padrões classicistas vallisoletanos e os modelos jesuítas de raiz vignolesca, que apresenta grandes similitudes com a Igreja de Jesus de Roma.
A sua fachada é típica das igrejas que seguem essa tipologia, com dois corpos, com o superior mais estreito do que o inferior. O portal é formado por um arco de meio ponto, com pilastras que sustentam um entablamento e um frontão. Este é partido e no seu centro há um nicho com uma imagem de Nossa Senhora. Nos lados há dois vãos, abaixo um óculo e acima uma janela quadrada. Nas extremidades laterais do corpo inferior primeiro grupo há pilastras que são rematadas por bolas herrerianas no segundo corpo.
O corpo superior, mais estreito, tem ao centro uma janela arquitravada com escudos barrocos nos lados. Os escudos são de José de la Puente y Peña, o primeiro marquês de Villapuente de la Peña, e da sua esposa, Gertrudis de la Peña y Rueda, marquesa de las Torres de Rada, a cuja contribuição generosa se deve a conclusão do edifício. Acima deste conjunto há um frontão triangular, no qual se abrem pequenos vãos quadrangulares e é rematado por uma cruz.
No interior tem uma só nave, rematada por uma cabeceira retangular, e rodeada por capelas nas laterais, unidas por arcos de meio ponto de forma a parecerem falsas naves laterais. Sobre o cruzeiro há uma cúpula com lanterna. O altar-mor tem um retábulo de madeira com pinturas e policromados. No passado teve uma espadanha (campanário em forma de muro) [es], atualmente inexistente.